# Ride Your Wave
Ride Your Wave (jap. きみと、波にのれたら Kimi to, nami ni noretara) – japoński film animowany z 2019, wyprodukowany przez studio Science Saru i wyreżyserowany przez Masaakiego Yuasę. Premiera odbyła się 10 czerwca 2019 na Międzynarodowym Festiwalu Filmów Animowanych w Annecy, a do japońskich kin film trafił 21 czerwca tego samego roku.

## Fabuła
19-letnia Hinako Mukaimizu przeprowadza się do nadmorskiego miasteczka, aby rozpocząć studia i uprawiać surfing, nie myśląc o przyszłości. Kiedy jej budynek mieszkalny staje w ogniu w wyniku pokazu fajerwerków, zostaje uratowana przez Minato Hinageshiego, 21-letniego strażaka o silnym poczuciu sprawiedliwości. Hinako jest zafascynowana jego pewną siebie osobowością, a ich więź umacnia się, gdy Minato uczy się surfować. Spędzają razem czas. Po tym, jak Minato mówi Hinako, że najlepsze fale do surfowania są tuż po Bożym Narodzeniu, ponieważ jeśli wtedy wypowie się życzenie, to się spełni, następnego dnia idzie sam na plażę i surfuje bez Hinako, ale ginie, próbując uratować skuterzystę wodnego.
Hinako jest zdruzgotana śmiercią Minato i przeprowadza się do mieszkania z dala od plaży. Pewnego dnia odkrywa, że Minato pojawia się w wodzie, gdy śpiewa „Brand New Story”, piosenkę, którą często razem śpiewali. Choć inni go nie widzą, Hinako i Minato znów spędzają razem czas, nawet w miejscach publicznych. Jednak Minato zaczyna uświadamiać sobie swoją śmiertelność, gdy zdaje sobie sprawę, że nie może fizycznie dotknąć Hinako, oraz gdy jego współpracownik, Wasabi, wyznaje jej swoje uczucia. Prosi Hinako, by ruszyła dalej ze swoim życiem, ale ona odmawia. Jednak po tym, jak powstrzymuje go przed odejściem do nieba, zdaje sobie sprawę, że jest od niego zbyt zależna. Kiedy Hinako odwiedza dom Minato, aby oddać mu hołd, jego siostra Yōko opowiada jej, co zainspirowało go do zostania strażakiem. Hinako dowiaduje się, że to ona uratowała Minato przed utonięciem, kiedy byli dziećmi. Gdy odblokowuje jego telefon, czyta niewysłaną wiadomość, w której Minato zachęca ją, by „płynęła na własnej fali”. Postanawia zapisać się na kurs ratowniczy, aby nauczyć się żyć samodzielnie. Tymczasem Yōko wyznaje Wasabiemu swoje uczucia, przypominając mu, że to on zainspirował ją do powrotu do szkoły po tym, jak była prześladowana.
Podczas swojej pracy dorywczej Yōko podsłuchuje rozmowę tej samej grupy, która wcześniej odpaliła fajerwerki – planują to zrobić ponownie w opuszczonym budynku, w którym znajduje się duża choinka. Hinako postanawia jej towarzyszyć, aby śledzić grupę i zebrać dowody. Fajerwerki powodują pożar budynku, a Hinako i Yōko zostają uwięzione. Jednak Hinako przywołuje Minato, który wysyła falę wody w górę budynku, gasząc ogień. Hinako i Yōko zjeżdżają na desce ortopedycznej w dół fali. Po pożegnaniu się z Yōko, Wasabim i Hinako, duch Minato w końcu wstępuje do nieba. Następne Boże Narodzenie Hinako, Yōko i Wasabi, którzy są teraz parą, odwiedzają Chiba Port Tower, aby uczcić zdobycie przez Hinako certyfikatu ratownika. Gdy Yōko i Wasabi odchodzą, Hinako śpiewa do fontanny, lecz Minato się nie pojawia. Na wieży wyświetla się wiadomość, którą ten napisał do niej rok wcześniej, a Hinako wybucha płaczem. Mimo to, dalej wykonuje swoją pracę jako ratowniczka i kontynuuje surfowanie.

## Obsada
| Postać           | Seiyū                           |
| ---------------- | ------------------------------- |
| Minato Hinageshi | Ryōta Katayose                  |
| Hinako Mukaimizu | Rina Kawaei Hina Kino (dziecko) |
| Yōko Hinageshi   | Honoka Matsumoto                |
| Wasabi Kawamura  | Kentarō Itō                     |

## Produkcja
Film został zapowiedziany na Międzynarodowym Festiwalu Filmowym w Tokio w 2018 roku, a reżyserem został Masaaki Yuasa. Yuasa opisał go jako „prostą komedię romantyczną”, która będzie zawierać „wiele ekscytujących scen”, w tym niektóre przedstawiające kontrast między wodą a ogniem. Yuasa porównał życie do „surfowania na fali” i wykorzystał tę metaforę jako podstawę fabuły. Film został wyprodukowany przez studio Science Saru. Scenariusz napisała Reiko Yoshida, a za muzykę odpowiadała Michiru Ōshima. W styczniu 2019 do obsady w głównych rolach dołączyli Rina Kawaei oraz Ryōta Katayose, członek zespołu Generations from Exile Tribe – dla Katayose był to pierwszy dubbingowy występ. W lutym 2019 ogłoszono, że Honoka Matsumoto i Kentarō Itō zagrają role drugoplanowe. Piosenką przewodnią filmu jest „Brand New Story” zespołu Generations from Exile Tribe. 21 czerwca 2019 wydano teledysk zanimowany przez studio Science Saru, który zawierał członków zespołu oraz nowe, oryginalne sceny z filmu. W celu promocji filmu, w magazynie „Deluxe BetsuComi” opublikowano dwurozdziałową mangę autorstwa Machi Kiachi, przedstawiającą oryginalną historię o Hinako i Minato.

## Wydanie
Film miał swoją premierę w Japonii 21 czerwca 2019. W Wielkiej Brytanii zadebiutował 11 października tego samego roku na festiwalu Scotland Loves Anime, a następnie został wydany na nośnikach Blu-ray/DVD przez dystrybutora Anime Limited 23 listopada 2020. W Chinach dystrybucją kinową zajęła się firma JL Film Entertainment. Początkowo premiera była zaplanowana na 7 sierpnia 2019, jednak została przesunięta na 7 grudnia. W Ameryce Północnej film trafił do kin za sprawą GKIDS – najpierw jako specjalny jednodniowy pokaz 19 lutego 2020 we współpracy z Fathom Events, a następnie w tradycyjnej dystrybucji od 21 lutego 2020. Później, 4 sierpnia 2020, GKIDS we współpracy z Shout! Factory wydało go na Blu-ray i DVD.
W Polsce pokazy filmu miały miejsce podczas 17. edycji Międzynarodowego Festiwalu Filmów Animowanych Animator, a pierwszy z nich odbył się 25 czerwca 2024.

## Odbiór
Film trafił do 299 kin w Japonii 21 czerwca 2019, debiutując na 9. miejscu w pierwszym tygodniu i zarabiając 80 milionów jenów. W agregatorze opinii Rotten Tomatoes film ma 93% pozytywnych ocen na podstawie 29 recenzji, ze średnią oceną 7,8/10. W serwisie Metacritic film uzyskał średni wynik 63/100 na podstawie 9 recenzji, co wskazuje na „generalnie przychylne recenzje”.
Matt Schley z The Japan Times przyznał filmowi cztery na pięć gwiazdek, chwaląc „uroczą obsadę postaci”, choć zauważył, że film wydawał się zbyt „normalny” jak na twórczość Yuasy. Charles Solomon, pisząc dla Los Angeles Times, nazwał produkcję „najlepszym anime Yuasy do tej pory”, podkreślając wiarygodnych bohaterów i dopracowany styl animacji. Peter Debruge z Variety zauważył, że wykorzystanie popularnego singla jako piosenki przewodniej pomogło przyciągnąć szerszą publiczność, ale skrytykował film za zbyt mocne forsowanie wątków romantycznych.
Podczas 23. edycji Japan Media Arts Festival w 2020 roku film został wyróżniony jako jedno z dzieł rekomendowanych przez jury w kategorii animacja.

### Wyróżnienia
| Rok  | Nagroda                                             | Kategoria                                 | Nominacja      | Rezultat  | Źródło |
| ---- | --------------------------------------------------- | ----------------------------------------- | -------------- | --------- | ------ |
| 2019 | Międzynarodowy Festiwal Filmów Animowanych w Annecy | Kryształ za najlepszy film pełnometrażowy | Ride Your Wave | Nominacja | [ 23 ] |
| 2019 | Międzynarodowy Festiwal Filmowy w Szanghaju         | Najlepsza animacja                        | Ride Your Wave | Wygrana   | [ 24 ] |
| 2019 | Międzynarodowy Festiwal Filmowy Fantasia            | Najlepszy pełnometrażowy film animowany   | Ride Your Wave | Wygrana   | [ 25 ] |
| 2019 | Kataloński Międzynarodowy Festiwal Filmowy w Sitges | Najlepszy pełnometrażowy film animowany   | Ride Your Wave | Wygrana   | [ 26 ] |
| 2019 | Scotland Loves Anime                                | Nagroda jury (Złota Kuropatwa)            | Ride Your Wave | Wygrana   | [ 27 ] |
| 2020 | Nagrody filmowe Mainichi                            | Najlepszy film animowany                  | Ride Your Wave | Nominacja | [ 28 ] |
| 2020 | Stowarzyszenie Krytyków Filmowych z Florydy         | Najlepszy film animowany                  | Ride Your Wave | Nominacja | [ 29 ] |